# South Mountain, Texas
South Mountain là một thị trấn thuộc quận Coryell, tiểu bang Texas, Hoa Kỳ. Năm 2010, dân số của thị trấn này là 384 người.

## Dân số
- Dân số năm 2000: 412 người.
- Dân số năm 2010: 384 người.